# Hjardemål (parochie)
Hjardemål is een parochie van de Deense Volkskerk in de Deense gemeente Thisted. De parochie maakt deel uit van het bisdom Aalborg en telt 132 kerkleden op een bevolking van 149 (2004).
Historisch maakt de parochie deel uit van de herred Hillerslev. De parochie werd in 1970 opgenomen in de toen gevormde gemeente Hanstholm, die in 2007 opging in de vergrote gemeente Thisted.
Arup · Hansted · Hillerslev · Hjardemål · Hundborg · Hunstrup · Jannerup · Kallerup · Kåstrup · Klitmøller · Lild · Nørhå · Nors · Øsløs · Øster Vandet · Østerild · Ræhr · Sennels · Sjørring · Skinnerup · Skjoldborg · Thisted · Tilsted · Tømmerby · Torsted · Tved · Vang · Vesløs · Vester Vandet · Vigsø · Vorupør